# Distritos da Haia

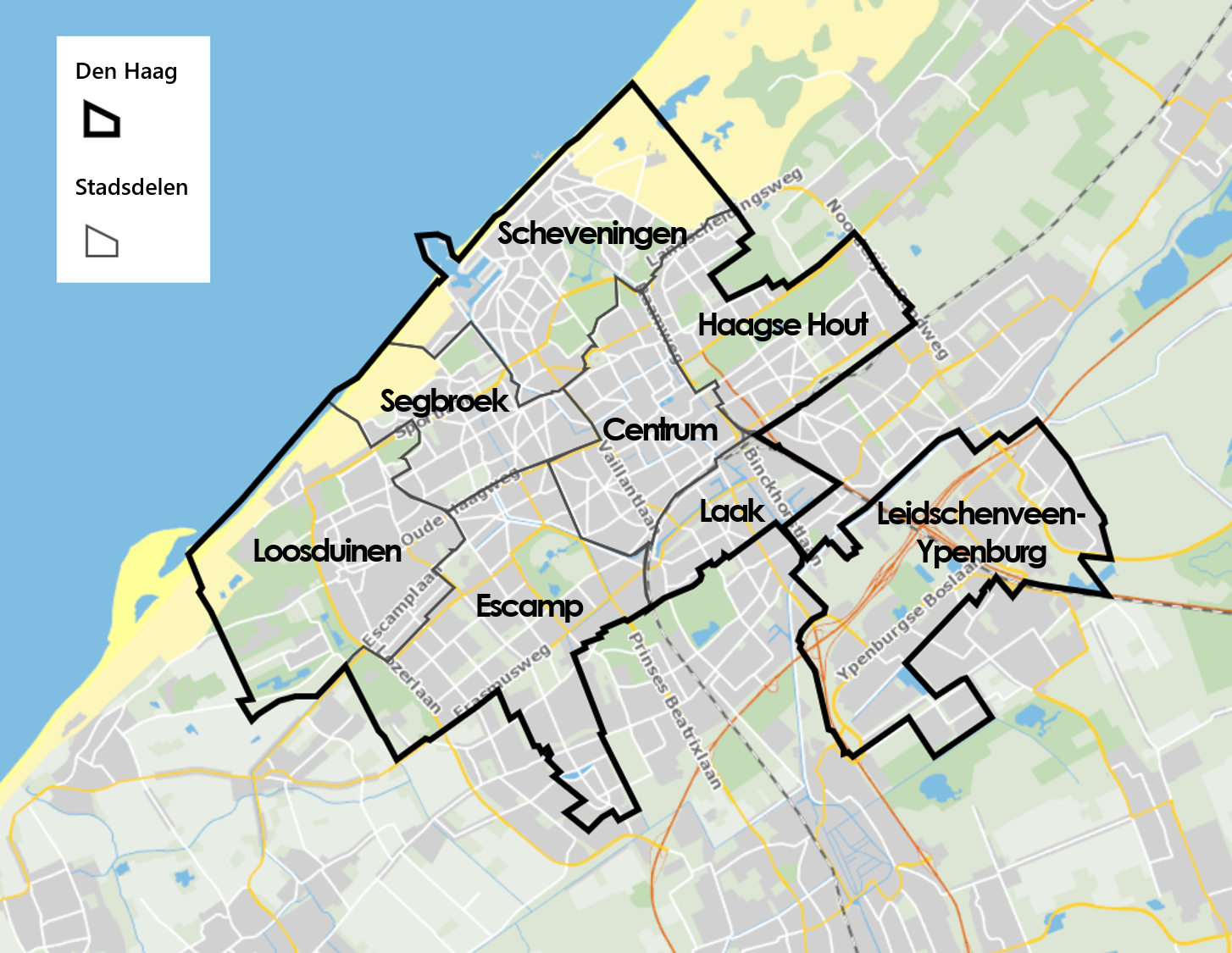
Mapa dos distritos da Haia

A cidade neerlandesa da Haia consiste de oito distritos (stadsdelen). Cada distrito é dividido em subdistritos (wijken). Cada um desses stadsdelen possuí o seu próprio escritório (stadsdelenkantoor), onde a maior parte do governo é realizado, e onde os habitantes levam as suas reclamações.

## Lista de distritos
- O Centro de Haia
  - Archipelbuurt/Willemspark
  - Zeeheldenkwartier
  - Stationsbuurt
  - Oude Centrum
  - Kortenbos
  - Rivierenbuurt/Uilebomen
  - Voorhout
  - Schilderswijk
  - Transvaal
- Escamp
  - Bouwlust
  - Leyenburg
  - Moerwijk
  - Morgenstond
  - Rustenburg/Oostbroek
  - Vrederust
  - Wateringse Veld
- Haagse Hout
  - Benoordenhout
  - Bezuidenhout
  - Haagse Bos
  - Marlot/Mariahoeve
- Laak
  - Binckhorst
  - Laakkwartier
  - Spoorwijk
- Leidschenveen-Ypenburg
- Loosduinen
  - Bohemen
  - Waldeck
  - Kijkduin/Ockenburg
  - Kraayenstein/De Uithof
  - Loosduinen
- Scheveningen
  - Scheveningen
  - Duinoord
  - Statenkwartier
  - Belgisch Park
  - Oostduinen
  - Duindorp
  - Archipelbuurt
  - Van Stolkpark
  - Westbroekpark
- Segbroek
  - Bomen-en Bloemenbuurt
  - Regentessekwartier
  - Valkenboskwartier
  - Vogelwijk
  - Vruchtenbuurt